# En telefonsignal (novell)
En telefonsignal  är en novell skriven av den amerikanska novellförfattaren Dorothy Parker. Novellens originaltitel är A telephone call och publicerades i novellsamlingen Laments for the Living år 1930, då Parker var 37 år gammal. I Levande begråtna, som är den svenska utgåvan av Laments for the Living, motsvarar novellen ungefär sex sidor.

## Bakgrund
Dorothy Parker hade vid tidigt 1900-tal gjort sig känd som poet, kritiker och författare av många verk. Parkers ställning för kvinnors rättigheter var allmänt känt och det faktum att hon var feminist var inget hon förnekade. Hennes syn på kvinnans ställning i samhället framkommer i många av hennes verk, vilka ofta handlar om kvinnoproblem. Dorothy Parker hade en sorglig uppväxt vilket återspeglas i en del av hennes noveller.  

## Handling
Handlingen i En telefonsignal utspelar sig i en kvinnas hem. Kvinna väntar desperat i ensamhet på att hennes käraste ska hålla sitt löfte om att ringa upp henne. I väntan resonerar hon kring möjliga orsaker till varför han ännu inte har ringt. Hela berättelsen ses som ett förtvivlat försök till att föra ett samtal mellan kvinnan själv och Gud i hopp om att få sina böner besvarade.
Kvinnan genomgår flertal humörsvängningar och går bland annat från att vara glad över att mannen kallat henne för ”älskling” två gånger till att önska att han var död. Genom historien får läsaren en uppfattning av kvinnans djupa besatthet av mannen. Berättelsen tar upp sociala normer om män, och vad de tycks uppleva om en kvinna exempelvis ringer flera gånger, eller gör männen medvetna om att de är saknade och även anledningen till kvinnans sorg.
Berättelsen avslutas med att kvinnan räknar fem i taget till femhundra i hopp om att hon ska få samtalet innan hon räknat klart. Hon försöker räkna på samma sätt ytterligare två gånger under berättelsen.

## Karaktärer
I novellen berättas det om två personkaraktärer, den ena karaktären är kvinnan som beskriver sin desperata längtan efter telefonsamtalet. Den andra karaktären är mannen hon älskar. 
Varken kvinnan eller mannens utseende beskrivs i novellen, dock framkommer det att mannen är lång. Det gör det när kvinnan säger: ”Jag ser honom aldrig ligga stilla och lång och död.” Mannan beskrivs också som ung av kvinnan då hon säger: ”Om en ung man säger…” Utöver detta saknar novellen ytterligare beskrivningar av de två karaktärernas utseende.
Hela novellen utspelar sig i kvinnans bostad. Berättelsen är en inre monolog, vilket ger läsarna en ökad förståelse för kvinnans känslor. Kvinnans personlighet är tydlig i berättelsen då den är skildrad utifrån hennes perspektiv. Känslor och tankar framgår, vilket ger en tydlig uppfattning av karaktären.
Mannens personlighet beskrivs knappt, förutom kvinnans få beskrivningar av honom som får honom att framstå som känslokall då hon säger saker som bland annat: ”Han gråter aldrig.”

## Språk och stil
Berättelsen är skriven ur kvinnans perspektiv, hennes tankar och handlingar förklaras av henne själv när hon resonerar med Gud. Hela novellen är en monolog som bland annat består av böner till Gud.
En telefonsignal är en snapshotnovell, då bara en scen beskrivs utan någon inledning eller heltäckande förklaringar, detta är karakteriserande för just snapshotnoveller.
Novellens titel har en tydlig koppling till berättelsen då kvinnan ängsligt väntar på att telefonen ska ringa.
Novellen innehåller litterära tekniker som bland annat retoriska frågor i form av ”Å, vad bryr jag mig om vad som händer över hela världen?” Novellen innehåller även många upprepningar och en och annan besjälning.

## Placering i tid
Berättelsen publicerades år 1930 och var tänkt att utspelas i nutid. I texten finns det kännetecken som påvisar att texten är mer än 80 år gammal, några av dessa är bland annat att telefonen är ansluten till ett vägguttag. Detta är något som var vanligt under den tid då novellen skrevs. Detta skiljer sig från dagens teknik som domineras av sladdlösa mobiltelefoner. Telefonen beskrivs även som blank, som kan förknippas med dåtidens så kallade ”Candlestick telephones”.  Kvinnan benämner även telefonen som ”apparat”, något som idag associeras med lite klumpigare och äldre teknologi.
Även vissa ordval är gammalmodiga, som exempelvis ”… litet försenad”, ”… förbannar dem” och ”… då blir han ond”.
I texten framgår det tydligt att kvinnan är religiös och Guds namn nämns upprepade gånger. Det framgår även att hon har syndat och att hon tror att Gud straffar henne för det. Att missnöje skylls på synder är ovanligare idag eftersom religion spelar mindre roll i våra liv idag jämfört med förr. I exempelvis USA, där berättelsen utspelas, har antalet ateister i landet nästan fördubblats under en 18-årsperiod. 